# Tub de llum

Esquema d'un tub de llum instal·lat en una casa.

Un tub de llum, conducte de llum o conducte solar és un dispositiu tubular amb la pared interior reflectant, destinat a transmetre llum natural o artificial des d'un punt fins a un altre.

## Història
Entre els anys 1874-78, l'enginyer rus V. Chikolev va projectar i construir un sistema d'enllumenat amb tubs de llum, per a una fàbrica de pólvora a Sant Petersburg. La font de llum era un arc elèctric i la llum emesa era transmesa per tubs amb parets reflectants.
Paul Émile Chappuis fou un fotògraf francès establert a Londres que va patentat i fabricar quatre tipus de reflectors solars destinats a il·luminar l'interior dels edificis. Les patents de 1853-55 eren sobre reflectors en forma de diamant (miriastràtics), vidres tubulars argentats, vidres argentats i reflectors anomenats luminaris. L'any 1856 va fundar una fàbrica que, amb algun problema, va perdurar fins que fou destruïda en 1943 per un bombardeig alemany.
Els tubs de llum usats en l'actualitat tenen el seu origen en una patent australiana de 1986.

## Conductes solars

### Descripció

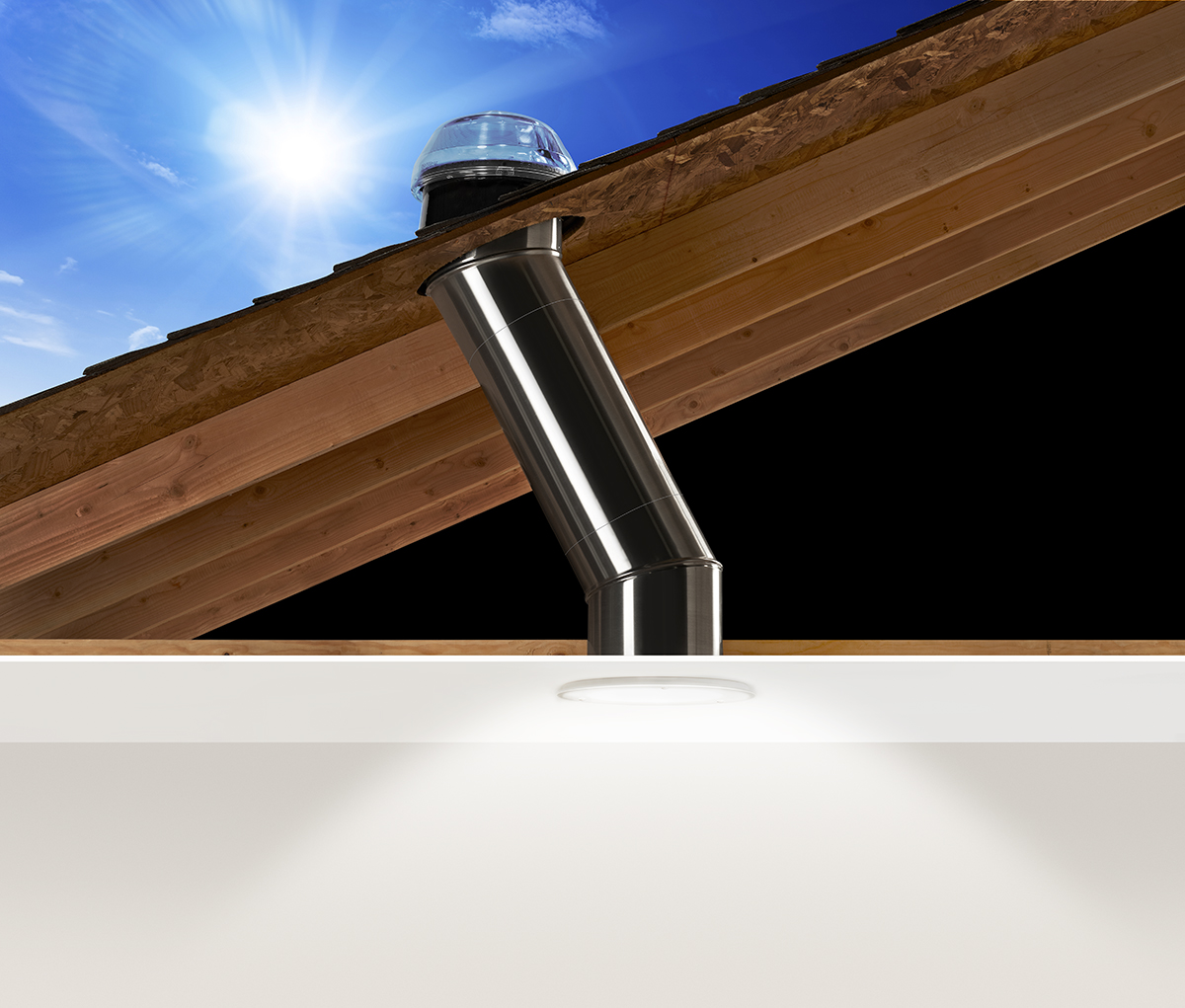
Imatge d'un tub solar típic. La part inferior mostra el difusor fent la seva funció d'il·luminar.

Un conducte solar modern consta de tres parts: col·lector de llum, conducte transmissor i difusor.
- El col·lector és de material transparent i, generalment, sobresurt de la superfície. La seva funció és la de captar la màxima llum solar en les hores diürnes. És típica la forma de cúpula semiesfèrica construïda amb un plàstic resistent als raigs UV (Per exemple el polimetilmetacrilat).
- El conducte transmissor pot ser de secció quadrada o rodona. Acostuma a ser d'alumini polit i tractat com un mirall, però pot fabricar-se amb altres materials. La seva funció és transmetre la llum des del col·lector fins al difusor. Pel que fa al trajecte recorregut, són preferibles els trams rectes i directes. Els angles i les corbes redueixen el rendiment.
- El difusor és l'element que transmet la llum des del conducte fins a la cambra que hom preten il·luminar. Hi ha diverses disposicions possibles comercialitzades.

## Variants

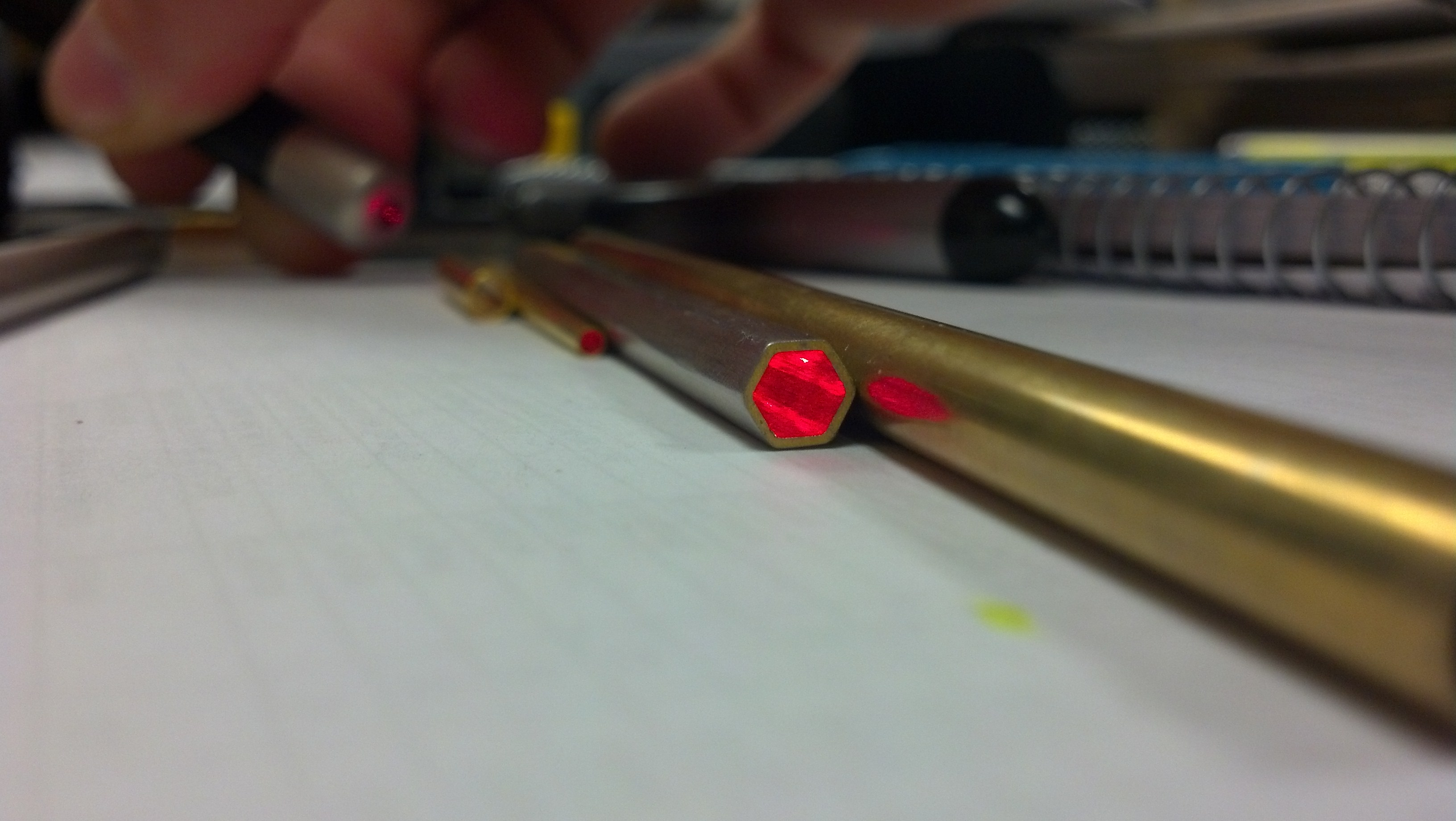
Tub hexagonal transmetent un feix de làser IR.

### Conductes per allum IR
Hi ha instruments científics que basen alguna de les seves funcions en la transmissió de llum IR. Els tubs o conductes de llum IR tenen un revestiment intern format per una capa (relativament gruixuda) d'or, amb un grau de poliment i reflectivitat extremats. La secció d'aquests tubs pot ser circular, quadrada, sisavada, octogonal,... Els tubs de secció sisavada o hexagonal ofereien unes prestacions superiors. El trajecte pot ser recte o amb corbes, sense que hi hagi pèrdues sensibles de transmissió.

### Fibres òptiques
Les fibres òptiques són, essencialment, conductes transmissors de llum. A més del seu ús principal en telecomunicacions, hi ha diverses aplicacions específiques en les quals només es busca aprofitar la capacitat d'aqueixes fibres per a il·luminar a distància de la font de llum emissora.

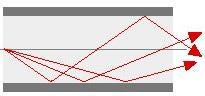
Croquis d'una secció de fibra òptica que mostra la reflexió total
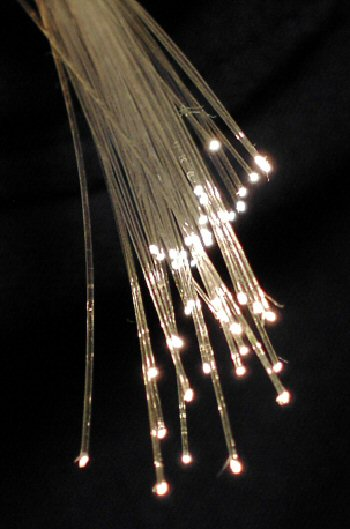
Fibres òptiques
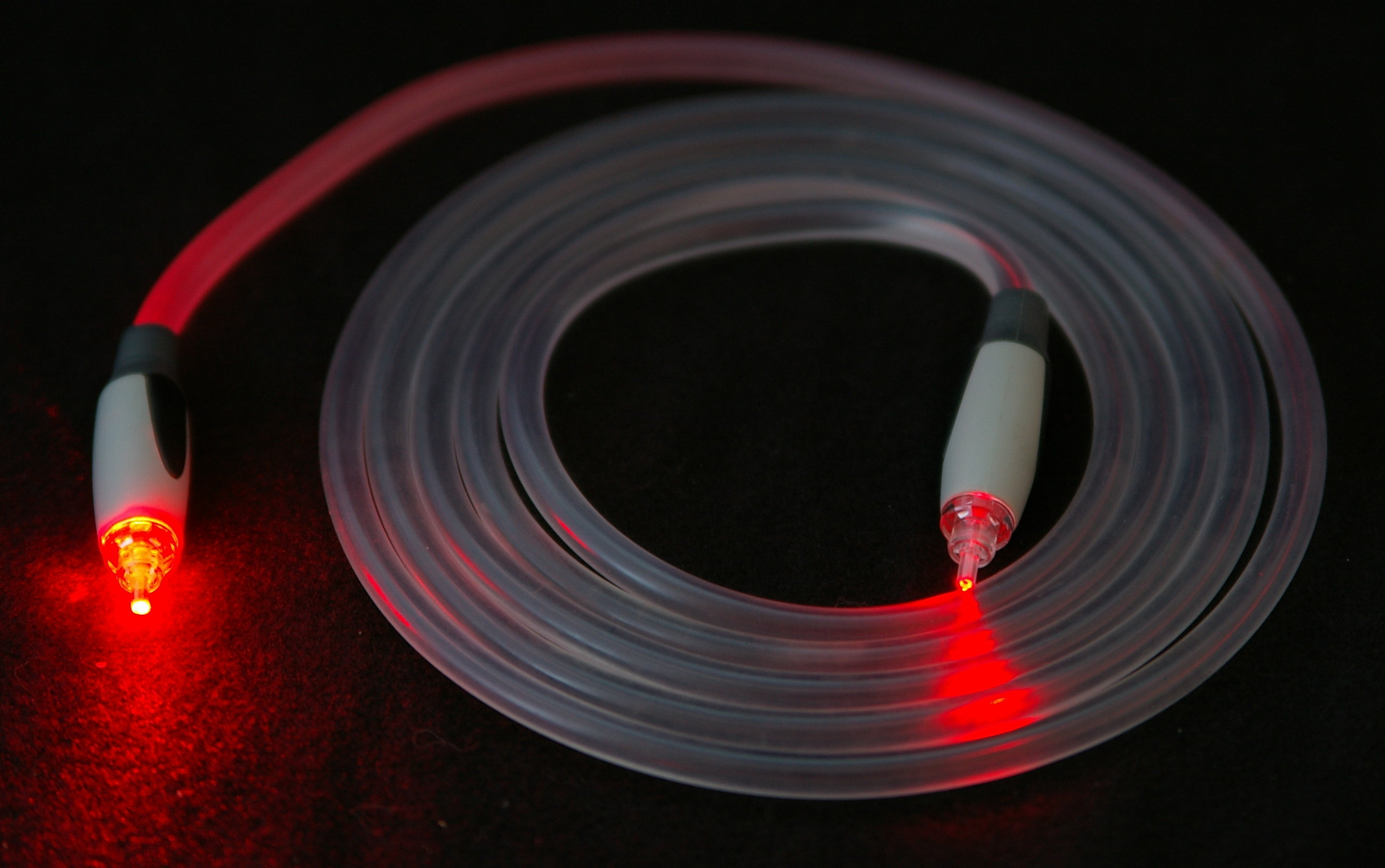
Una fibra òptica permet transmetre llum seguint trajectes tortuosos

### Llum conduïda en instruments electrònics
Alguns instruments electrònics, per a usos científics o comercials, disposen de conductes de llum fabricats amb plàstics transparents injectats. Una aplicació típica és la de dirigir la llum d'un o diversos LED des de la placa electrònica (o dispositiu similar) fins al panell frontal de l'instrument. La solució clàssica d'instal·lar directament el LED al panell frontal i connectarlo amb un cable elèctric a la placa és més cara.

### Llum conduïda en automòbils
En determinats models conceptuals, alguns fabricants oferiren la solució de conduir per fibra òptica la llum dels intermitents, de posició i frens fins al quadre d'instruments. Amb aquest sistema, que no consumeix energia addicional, el conductor podia controlar directament el correcte funcionament dels llums exteriors. El sistema típic i tradicional es basa en disposar llums repetidors al quadre d'instruments.
També ha estat explorada la possibilitat de transmetre per fibra òptica el sistema d'enllumenat principal dels automòbils.
L'ús de la fibra òptica en sistemes processadors d'informació és una solució consolidada en el camp de l'automòbil. En aquest cas la conducció de la llum és un mitjà i no pas l'objectiu final.